# Giuseppe Festa (scrittore)
Giuseppe Festa (Milano, 3 maggio 1972) è uno scrittore e musicista italiano.
Esordisce nel 2006 con il romanzo I boschi della Luna (Larcher), storia post apocalittica dove si indaga il rapporto dell'uomo con la natura dopo una gravissima crisi energetica. Continua col romanzo Il passaggio dell'orso (Salani). Nel 2014 pubblica L'ombra del gattopardo (Salani), vincitore del Magic Pearl National Award come miglior libro al Festival Internazionale della Letteratura di Sofia. Nel 2016 pubblica il romanzo La luna è dei lupi (Salani), best seller che riceve il patrocinio del WWF. Nel 2018 esce Cento passi per volare (Salani), la cui edizione giapponese si aggiudica il 66º Premio Kadaitosho e viene adottata come lettura per le classi intermedie in tutte le scuole del Giappone. Sempre nel 2018, pubblica il narrative nonfiction I figli del bosco (Garzanti). Nel 2020 il suo racconto Oltre il confine viene inserito nella raccolta Andrà tutto bene (Garzanti), i cui proventi vanno alla lotta contro il Covid-19. Nel 2021 è la volta del romanzo I Lucci della via Lago (Salani), col quale si aggiudica il Premio Gianni Rodari e il Premio Bancarellino. Nel 2022 Longanesi pubblica Una trappola d'aria, il primo thriller di Giuseppe Festa. Nel 2023 escono il narrative nonfiction L'estate dell'Orsa Maggiore (Garzanti) e il romanzo La notte dei cervi volanti (Salani). Ha scritto articoli e racconti per National Geographic, Corriere della Sera e La Repubblica. I suoi romanzi sono tradotti in diverse lingue. 
Oltre alla scrittura, Festa si dedica anche ad altri progetti artistici: cantante e autore dei Lingalad, nel 2003 è ospite alla prima del film Il Signore degli Anelli - Il ritorno del re di Peter Jackson, a Toronto, dove presenta l’album di esordio Voci dalla Terra di Mezzo, che riceve gli apprezzamenti di Priscilla Tolkien, figlia di J.R.R. Tolkien. Nel 2012 è sceneggiatore e protagonista del film documentario Oltre la Frontiera, un viaggio fra i cowboy e i Nativi nell'America di oggi. Il film è girato in Wyoming e Dakota del Sud dal regista Francesco Piccioli e viene premiato alla XXIII edizione del Festival del Cinema di Rovereto. Giuseppe Festa è autore di reportage sulla natura trasmessi dalla Rai.

## Opere

### Romanzi
- I boschi della Luna (Larcher, 2006)

- Il passaggio dell'orso (Salani, 2013)
- L'ombra del gattopardo (Salani, 2014)
- La luna è dei lupi (Salani, 2016)
- Cento passi per volare (Salani, 2018)
- Lupinella (Editoriale Scienza, 2018)
- Hiro delle scimmie (Solferino, 2019)
- Incontri ravvicinati del terzo topo (Salani, 2019)
- Ursula (Editoriale Scienza, 2020)
- I Lucci della via Lago (Salani, 2021)
- Gli animali di Strambosco (Piemme, 2021)
- Una trappola d'aria (Longanesi, 2022)
- La notte dei cervi volanti (Salani, 2023)

### Saggi
- I figli del bosco (Garzanti, 2018)
- L'estate dell'Orsa Maggiore (Garzanti, 2023)

### Racconti
- Incubo a occhi aperti, Cinque storie per non dormire, A.A.V.V. (Piemme, 2015)
- Tutte le maschere del lupo (National Geographic, Le Montagne Incantate n.7, 2019)
- Come la mantide salvò il grifone, Identici, A.A.V.V. (Salani, 2019)
- Oltre il confine, Andrà tutto bene, A.A.V.V. (Garzanti, 2020)
- Abominevole irresistibile (National Geographic, Le Montagne Incantate n.10, 2020)
- Il giovane, il vecchio e il marsicano (National Geographic, Parchi d'Italia n.7, 2021)

### CD
- 1999 Voci dalla Terra di Mezzo (Pongo Edizioni Musicali)
- 2002 Lingalad in concerto (Pongo Edizioni Musicali)
- 2003 Il canto degli alberi (Pongo Edizioni Musicali)
- 2005 Lo spirito delle foglie (Pongo Edizioni Musicali)
- 2010 La locanda del vento (Lizard Records)
- 2015 Confini armonici (Lizard Records)
- 2018 Lingalad - Live a Teatro
- 2020 Venti di foresta (Lizard Records)

### Film documentari
- Oltre la frontiera (sceneggiatore e protagonista) (2012)

### Documentari
- 2014
- Il guardaparco e l'orso (Rai 2)
- Il mistero del gattopardo (Rai 2)
- La magia del lupo (Rai 2)
- Il tesoro dei Lakota (Rai 2)
- Ladri di aquile (Rai 2)
- I pastori bianchi (Rai 2)
- 2015
- E il lupo incontrò il cane (Rai 2)
- 2017
- C.S.I. Lupo (Repubblica.it)
- Un cane amico del lupo (Repubblica.it)
- I lupi Otello e Desdemona (Repubblica.it)
- Il fantasma dei boschi

## Premi
- 2024 - Vincitore Premio Letterario Torre del Agua al Festival Internazionale Festilij (Spagna) per Il passaggio dell'orso.
- 2024 - Vincitore Premio Letterario Terre del Magnifico per La notte dei cervi volanti.
- 2022 - Vincitore Premio Bancarellino 2022 per I Lucci della via Lago.[1]
- 2022 - Vincitore Premio Libro Aperto 2022 per Gli Animali di Strambosco.
- 2021 - Vincitore Premio Gianni Rodari 2021 per I Lucci della via Lago.
- 2020 - Vincitore 66º Premio Kadaitosho (Giappone) per Cento passi per volare.
- 2019 - Vincitore Premio Letterario Terre del Magnifico per Cento passi per volare.
- 2018 - Vincitore del Magic Pearl National Award al Festival Internazionale della Letteratura di Sofia per L'ombra del gattopardo.
- 2017 - Vincitore 60º Premio Selezione Bancarellino per La luna è dei lupi.
- 2017 - Vincitore Premio Letterario Sceglilibro per La luna è dei lupi.
- 2016 - Vincitore Premio Letterario Internazionale Fondazione Portus per La luna è dei lupi.
- 2014 - Vincitore Premio Letterario Terre del Magnifico per Il passaggio dell'orso.